# Melvin Landerneau
Melvin Landerneau (Le Lamentin, 29 september 1997) is een Frans baanwielrenner Uit het overzees departement Martinique.

## Carrière
In 2015 won hij de sprint op de Europese kampioenschappen voor junioren. In 2018 won hij bij de beloften op het onderdeel teamsprint bij de Europese kampioenschappen zijn tweede gouden medaille. Bij de elite boekte hij zijn eerste overwinningen op Europees niveau in 2022.

## Baanwielrennen

### Palmares
| Jaar     | NK              | EK                                | WK          | Overig   |
| Junioren | Junioren        | Junioren                          | Junioren    | Junioren |
| -------- | --------------- | --------------------------------- | ----------- | -------- |
| 2014     |                 | teamsprint                        |             |          |
| 2015     |                 | sprint                            |             |          |
| Beloften |                 |                                   |             |          |
| 2018     |                 | teamsprint · sprint               |             |          |
| 2019     |                 | teamsprint · 1km tijdrit          |             |          |
| Elite    |                 |                                   |             |          |
| 2017     | sprint · keirin |                                   |             |          |
| 2018     |                 |                                   |             |          |
| 2019     | sprint · keirin | teamsprint                        |             |          |
| 2020     |                 |                                   |             |          |
| 2021     |                 |                                   |             |          |
| 2022     | tijdrit 1km     | tijdrit 1km · teamsprint · keirin | tijdrit 1km |          |
| 2023     | tijdrit 1km     | teamsprint                        |             |          |
| 2024     | keirin          | tijdrit 1km                       |             |          |